# 只要有愛 IT'S ALL RIGHT
「只要有愛 IT'S ALL RIGHT」（愛あらばIT'S ALL RIGHT）是日本的女子偶像組合「早安少女組。」的第21张单曲，於2004年1月21日由zetima发售。

## 概要
- 「只要有愛 IT'S ALL RIGHT」是早安少女組。一期成員安倍夏美的畢業單曲。
- 此單曲有2個版本，分別是「初回生産限定盤」和「CD ONLY」。
- 在2月2日於公信榜单曲週排行榜取得第2位。
- 在第55回NHK紅白歌合戰與W以組曲形式演出，曲目為只要有愛 IT'S ALL RIGHT - 淚流不止的放學後 - 機器人之吻。

## 收錄内容

### CD
1. 只要有愛 IT'S ALL RIGHT
（作詞・作曲：淳君　編曲：小西貴雄）
2. 能力女孩（出来る女）
（作詞・作曲：淳君　編曲：鈴木俊介）
3. 只要有愛 IT'S ALL RIGHT（Instrumental）